# Olympische Jugend-Winterspiele 2020/Teilnehmer (Russland)
| Gelbes Symbol für Goldmedaillen mit stilisierten Olympischen Ringen | Graues Symbol für Silbermedaillen mit stilisierten Olympischen Ringen | Braundes Symbol für Bronzemedaillen mit stilisierten Olympischen Ringen |
| ------------------------------------------------------------------- | --------------------------------------------------------------------- | ----------------------------------------------------------------------- |
| 10                                                                  | 11                                                                    | 8                                                                       |

Russland nahm an den Olympischen Jugend-Winterspielen 2020 im Schweizerischen Lausanne mit 105 Athleten (61 Jungen und 44 Mädchen) in 16 Sportarten teil.

## Medaillen

### Medaillenspiegel
| Rang   | Sportart         | Gold | Silber | Bronze | Gesamt |
| ------ | ---------------- | ---- | ------ | ------ | ------ |
| 1      | Biathlon         | 3    | 3      | —      | 6      |
| 2      | Eiskunstlauf     | 2    | 4      | 2      | 8      |
| 3      | Rennrodeln       | 1    | 1      | 2      | 4      |
| 4      | Eishockey        | 1    | —      | —      | 1      |
| 4      | Skeleton         | 1    | —      | —      | 1      |
| 4      | Skilanglauf      | 1    | —      | —      | 1      |
| 4      | Skispringen      | 1    | —      | —      | 1      |
| 8      | Freestyle-Skiing | —    | 1      | 2      | 3      |
| 9      | Eisschnelllauf   | —    | 1      | 1      | 2      |
| 10     | Snowboard        | —    | 1      | —      | 1      |
| 11     | Curling          | —    | —      | 1      | 1      |
| Gesamt | Gesamt           | 10   | 11     | 8      | 6      |

### Medaillengewinner
| Name/n | Sportart         | Wettkampf                          |
| --- | ---------------- | ---------------------------------- |
| Gold |                  |                                    |
| Aljona Mochowa | Biathlon         | 6 km Sprint                        |
| Aljona Mochowa | Biathlon         | 10 km Einzel                       |
| Oleg Domitschek | Biathlon         | 12 km Einzel                       |
| Dmitri Rylow / Apollinarija Panfilowa | Eiskunstlauf     | Paarlauf                           |
| Irina Chawronina / Dario Cirizano | Eiskunstlauf     | Eistanz                            |
| Anna Schpynjowa | Skispringen      | Normalschanze                      |
| Anastassija Zyganowa | Skeleton         | Mädchen                            |
| Diana Loginowa Pawel Repilow Michail Karnauchow / Juri Tschirwa | Rennrodeln       | Teamstaffel                        |
| Ilja Tregubow | Skilanglauf      | 10 km klassisch                    |
| Danila Bysow Kirill Dolschenkow Artjom Duda Daniil Grigorjew Michail Guljajew Sergei Iwanow Kirill Kudrjawzew Ilja Kwotschko Andrei Maljawin Wjatscheslaw Malow Iwan Miroschnitschenko Matwei Mitschkow Sergei Muraschow Ilja Rogowski Nikita Ryschow Adel Safin Wladislaw Sapunow | Eishockey        | Nationenturnier                    |
| Alexander Sergejew 1 | Eisschnelllauf   | Teamsprint                         |
| Artjom Pronitschkin 1 | Eishockey        | 3×3 Turnier Jungen                 |
| Xenija Sinizyna 1 | Eiskunstlauf     | Teamwettbewerb                     |
| Silber |                  |                                    |
| Diana Muchametsjanowa / Ilja Mironow | Eiskunstlauf     | Paarlauf                           |
| Andrei Mosaljow | Eiskunstlauf     | Einzel                             |
| Xenija Sinizyna | Eiskunstlauf     | Einzel                             |
| Sofja Tjutjunina / Alexander Schustizki | Eiskunstlauf     | Eistanz                            |
| Pawel Taran | Eisschnelllauf   | 1500 m                             |
| Denis Irodow | Biathlon         | 7,5 km Sprint                      |
| Anastassija Senowa | Biathlon         | 6 km Sprint                        |
| Aljona Mochowa Anastassija Senowa Denis Irodow Oleg Domitschek | Biathlon         | Mixed-Staffel                      |
| Pawel Repilow | Rennrodeln       | Einsitzer                          |
| Artjom Baschin | Freestyle-Skiing | Skicross                           |
| Anastassija Priwalowa Marija Jerofejewa Jewgeni Genin Andrei Gorbatschow | Snowboard        | Ski-/Snowboardcross Teamwettbewerb |
| Julija Beresnewa 1 | Shorttrack       | Teamstaffel                        |
| Darja Petrowa 1 | Eishockey        | 3×3 Turnier Mädchen                |
| Sofja Tjutjunina Alexander Schustizki 1 | Eiskunstlauf     | Teamwettbewerb                     |
| Nikolai Lyssakow 1 | Curling          | Mixed Doppel                       |
| Bronze |                  |                                    |
| Daniil Samsonow | Eiskunstlauf     | Einzel                             |
| Anna Frolowa | Eiskunstlauf     | Einzel                             |
| Pawel Taran | Eisschnelllauf   | Massenstart                        |
| Walerija Denissenko Alina Fachurtdinowa Nikolai Lyssakow Michail Wlassenko | Curling          | Mixed Team                         |
| Diana Loginowa | Rennrodeln       | Einsitzer                          |
| Michail Karnauchow Juri Tschirwa | Rennrodeln       | Doppelsitzer                       |
| Andrei Gorbatschow | Freestyle-Skiing | Skicross                           |
| Wladislawa Baljukina | Freestyle-Skiing | Skicross                           |
| Andrei Mosaljow 1 | Eiskunstlauf     | Teamwettbewerb                     |
| Walerija Sorokoletowa 1 | Eisschnelllauf   | Teamsprint                         |
| Jana Krascheninina 1 | Eishockey        | 3×3 Turnier Mädchen                |

## Teilnehmer nach Sportarten

### Biathlon
| Athleten                                                       | Wettbewerbe          | Zeit        | Fehler      | Rang   |
| -------------------------------------------------------------- | -------------------- | ----------- | ----------- | ------ |
| Jungen                                                         |                      |             |             |        |
| Oleg Domitschek                                                | 7,5 km Sprint        | 21:40,4 min | 5 (3+2)     | 30     |
| Oleg Domitschek                                                | 12 km Einzel         | 34:09,4 min | 2 (1+1+0+0) | Gold   |
| Denis Irodow                                                   | 7,5 km Sprint        | 19:36,4 min | 1 (0+1)     | Silber |
| Denis Irodow                                                   | 12 km Einzel         | 39:37,4 min | 9 (4+1+3+1) | 46     |
| Pawel Ljaschok                                                 | 7,5 km Sprint        | 22:18,7 min | 5 (1+4)     | 43     |
| Pawel Ljaschok                                                 | 12 km Einzel         | 38:13,0 min | 5 (0+2+2+1) | 28     |
| Roman Morenkow                                                 | 7,5 km Sprint        | 22:01,3 min | 6 (4+2)     | 39     |
| Roman Morenkow                                                 | 12 km Einzel         | 39:03,8 min | 8 (2+2+2+2) | 39     |
| Mädchen                                                        |                      |             |             |        |
| Aljona Mochowa                                                 | 6 km Sprint          | 18:55,5 min | 1 (0+1)     | Gold   |
| Aljona Mochowa                                                 | 10 km Einzel         | 32:26,7 min | 2 (1+0+0+1) | Gold   |
| Kristina Pawluschina                                           | 6 km Sprint          | 20:44,7 min | 4 (1+3)     | 37     |
| Kristina Pawluschina                                           | 10 km Einzel         | 37:43,9 min | 6 (1+3+0+2) | 31     |
| Anastassija Senowa                                             | 6 km Sprint          | 18:57,4 min | 1 (0+1)     | Silber |
| Anastassija Senowa                                             | 10 km Einzel         | 38:13,0 min | 8 (4+1+1+2) | 38     |
| Arina Soldatowa                                                | 6 km Sprint          | 20:07,7 min | 1 (0+1)     | 21     |
| Arina Soldatowa                                                | 10 km Einzel         | 35:55,7 min | 3 (1+1+1+0) | 16     |
| Mixed                                                          |                      |             |             |        |
| Aljona Mochowa Oleg Domitschek                                 | Single Mixed-Staffel | 43:13,3 min | 1+5 2+9     | 7      |
| Aljona Mochowa Anastassija Senowa Denis Irodow Oleg Domitschek | Mixed-Staffel        | 1:11:39,0 h | 0+5 1+7     | Silber |

### Bob
| Athlet             | Wettbewerb | Lauf 1      | Lauf 1 | Lauf 2      | Lauf 2 | Gesamt      | Gesamt |
| Athlet             | Wettbewerb | Zeit        | Rang   | Zeit        | Rang   | Zeit        | Rang   |
| ------------------ | ---------- | ----------- | ------ | ----------- | ------ | ----------- | ------ |
| Jungen             |            |             |        |             |        |             |        |
| Pawel Schitschkin  | Monobob    | 1:13,82 min | 9      | 1:12,59 min | 9      | 2:26,41 min | 5      |
| Mädchen            |            |             |        |             |        |             |        |
| Elwira Moissejenko | Monobob    | 1:16,23 min | 16     | 1:16,38 min | 17     | 2:32,61 min | 16     |

### Curling
| Wettbewerb      | Mixed-Team                                                                 |
| --------------- | -------------------------------------------------------------------------- |
| Athleten        | Walerija Denissenko Alina Fachurtdinowa Nikolai Lyssakow Michail Wlassenko |
| Vorrunde        | Kanada 4:7 Südkorea 9:2 Spanien 11:4 Estland 8:4 Polen 5:2                 |
| Viertelfinale   | Schweiz 7:5                                                                |
| Halbfinale      | Norwegen 2:7                                                               |
| Spiel um Bronze | Neuseeland 9:5                                                             |
| Platzierung     | Bronze                                                                     |

Im Mixed-Doppel, kam der Partner immer aus einem anderen Land, somit spielten nur gemischte Mannschaften in diesem Wettbewerb mit.
| Athleten                                 | Wettbewerb   | 1. Runde                            | 1. Runde | 2. Runde                    | 2. Runde      | 3. Runde                    | 3. Runde      | 4. Runde                    | 4. Runde      | Halbfinale                  | Halbfinale    | Finale/Platz 3          | Finale/Platz 3 | Rang   |
| Athleten                                 | Wettbewerb   | Gegner                              | Erg      | Gegner                      | Erg           | Gegner                      | Erg           | Gegner                      | Erg           | Gegner                      | Erg           | Gegner                  | Erg            | Rang   |
| ---------------------------------------- | ------------ | ----------------------------------- | -------- | --------------------------- | ------------- | --------------------------- | ------------- | --------------------------- | ------------- | --------------------------- | ------------- | ----------------------- | -------------- | ------ |
| Mixed                                    |              |                                     |          |                             |               |                             |               |                             |               |                             |               |                         |                |        |
| Alina Fachurtdinowa Vitor Melo           | Mixed Doppel | Klaudia Szmidt Jamie Rankin         | 2:8      | ausgeschieden               | ausgeschieden | ausgeschieden               | ausgeschieden | ausgeschieden               | ausgeschieden | ausgeschieden               | ausgeschieden | ausgeschieden           | ausgeschieden  | 25     |
| Chana Beitone Nikolai Lyssakow           | Mixed Doppel | Lauren Rajala Bine Sever            | 10:9     | Zoe Antes Kristóf Szarvas   | 8:2           | Anna Lasmane William Becker | 10:5          | Monika Wosińska Zhang Likun | 14:4          | Pei Junhang Vít Chabičovský | 10:5          | Laura Nagy Nathan Young | 5:9            | Silber |
| Walerija Denissenko Eduards Seļiverstovs | Mixed Doppel | İfayet Şafak Çalıkuşu Park Sang-woo | 10:3     | Monika Wosińska Zhang Likun | 3:7           | ausgeschieden               | ausgeschieden | ausgeschieden               | ausgeschieden | ausgeschieden               | ausgeschieden | ausgeschieden           | ausgeschieden  | 13     |
| Katariina Klammer Michail Wlassenko      | Mixed Doppel | Xenia Schwaller Lőrinc Tatár        | 6:4      | Ērika Bitmete Takumi Maeda  | 7:8           | ausgeschieden               | ausgeschieden | ausgeschieden               | ausgeschieden | ausgeschieden               | ausgeschieden | ausgeschieden           | ausgeschieden  | 13     |

### Eishockey

#### Nationenturnier
| Wettbewerb  | Jungen |
| ----------- | --- |
| Athleten    | Danila Bysow Kirill Dolschenkow Artjom Duda Daniil Grigorjew Michail Guljajew Sergei Iwanow Kirill Kudrjawzew Ilja Kwotschko Andrei Maljawin Wjatscheslaw Malow Iwan Miroschnitschenko Matwei Mitschkow Sergei Muraschow Ilja Rogowski Nikita Ryschow Adel Safin Wladislaw Sapunow |
| Vorrunde    | Kanada 6:2 Dänemark 9:0 |
| Halbfinale  | Finnland 10:1 |
| Finale      | Vereinigte Staaten 4:0 |
| Platzierung | Gold |

#### 3×3 Turnier
Im 3×3 Eishockey spielten die Athleten in gemischten Mannschaften.
| Mannschaft     | Athleten | Vorrunde       | Vorrunde  | Halbfinale     | Halbfinale    | Finale/Spiel um Bronze        | Finale/Spiel um Bronze | Rang   |
| Mannschaft     | Athleten | Gegner         | Ergebnis  | Gegner         | Ergebnis      | Gegner                        | Ergebnis               | Rang   |
| -------------- | --- | -------------- | --------- | -------------- | ------------- | ----------------------------- | ---------------------- | ------ |
| Jungen         | |                |           |                |               |                               |                        |        |
| _ Team Grau    | Thawab Al-Subaey Alejandro Resendiz Nowruz Baýhanow Gosei Daikuhara Timofei Katkow Pablo Mata Sohn Hyun Patrik Melicher Jan Billa Nino Tomow Boldizsár Szalay Lukas Svedin Alexei Baidek                              | _ Team Blau    | 9:8       | ausgeschieden  | ausgeschieden | ausgeschieden                 | ausgeschieden          | 5      |
| _ Team Grau    | Thawab Al-Subaey Alejandro Resendiz Nowruz Baýhanow Gosei Daikuhara Timofei Katkow Pablo Mata Sohn Hyun Patrik Melicher Jan Billa Nino Tomow Boldizsár Szalay Lukas Svedin Alexei Baidek                              | _ Team Gelb    | 11:8      | ausgeschieden  | ausgeschieden | ausgeschieden                 | ausgeschieden          | 5      |
| _ Team Grau    | Thawab Al-Subaey Alejandro Resendiz Nowruz Baýhanow Gosei Daikuhara Timofei Katkow Pablo Mata Sohn Hyun Patrik Melicher Jan Billa Nino Tomow Boldizsár Szalay Lukas Svedin Alexei Baidek                              | _ Team Braun   | 6:16      | ausgeschieden  | ausgeschieden | ausgeschieden                 | ausgeschieden          | 5      |
| _ Team Grau    | Thawab Al-Subaey Alejandro Resendiz Nowruz Baýhanow Gosei Daikuhara Timofei Katkow Pablo Mata Sohn Hyun Patrik Melicher Jan Billa Nino Tomow Boldizsár Szalay Lukas Svedin Alexei Baidek                              | _ Team Rot     | 13:9      | ausgeschieden  | ausgeschieden | ausgeschieden                 | ausgeschieden          | 5      |
| _ Team Grau    | Thawab Al-Subaey Alejandro Resendiz Nowruz Baýhanow Gosei Daikuhara Timofei Katkow Pablo Mata Sohn Hyun Patrik Melicher Jan Billa Nino Tomow Boldizsár Szalay Lukas Svedin Alexei Baidek                              | _ Team Grün    | 6:14      | ausgeschieden  | ausgeschieden | ausgeschieden                 | ausgeschieden          | 5      |
| _ Team Grau    | Thawab Al-Subaey Alejandro Resendiz Nowruz Baýhanow Gosei Daikuhara Timofei Katkow Pablo Mata Sohn Hyun Patrik Melicher Jan Billa Nino Tomow Boldizsár Szalay Lukas Svedin Alexei Baidek                              | _ Team Schwarz | 8:16      | ausgeschieden  | ausgeschieden | ausgeschieden                 | ausgeschieden          | 5      |
| _ Team Grau    | Thawab Al-Subaey Alejandro Resendiz Nowruz Baýhanow Gosei Daikuhara Timofei Katkow Pablo Mata Sohn Hyun Patrik Melicher Jan Billa Nino Tomow Boldizsár Szalay Lukas Svedin Alexei Baidek                              | _ Team Orange  | 5:2       | ausgeschieden  | ausgeschieden | ausgeschieden                 | ausgeschieden          | 5      |
| _ Team Grün    | Nicolas Elgas Artjom Pronitschkin Nathan Nicoud Wolodymyr Troschkin Pablo González Maks Perčič Yam Yau Alessandro Segafredo Illja Korsun Marek Potšinok Patrik Dalen Levente Hegedűs Štěpán Maleček                   | _ Team Gelb    | 10:5      | _ Team Schwarz | 7:3           | _ Team Rot                    | 10:4                   | Gold   |
| _ Team Grün    | Nicolas Elgas Artjom Pronitschkin Nathan Nicoud Wolodymyr Troschkin Pablo González Maks Perčič Yam Yau Alessandro Segafredo Illja Korsun Marek Potšinok Patrik Dalen Levente Hegedűs Štěpán Maleček                   | _ Team Braun   | 8:6       | _ Team Schwarz | 7:3           | _ Team Rot                    | 10:4                   | Gold   |
| _ Team Grün    | Nicolas Elgas Artjom Pronitschkin Nathan Nicoud Wolodymyr Troschkin Pablo González Maks Perčič Yam Yau Alessandro Segafredo Illja Korsun Marek Potšinok Patrik Dalen Levente Hegedűs Štěpán Maleček                   | _ Team Rot     | 9:8 n. V. | _ Team Schwarz | 7:3           | _ Team Rot                    | 10:4                   | Gold   |
| _ Team Grün    | Nicolas Elgas Artjom Pronitschkin Nathan Nicoud Wolodymyr Troschkin Pablo González Maks Perčič Yam Yau Alessandro Segafredo Illja Korsun Marek Potšinok Patrik Dalen Levente Hegedűs Štěpán Maleček                   | _ Team Blau    | 11:6      | _ Team Schwarz | 7:3           | _ Team Rot                    | 10:4                   | Gold   |
| _ Team Grün    | Nicolas Elgas Artjom Pronitschkin Nathan Nicoud Wolodymyr Troschkin Pablo González Maks Perčič Yam Yau Alessandro Segafredo Illja Korsun Marek Potšinok Patrik Dalen Levente Hegedűs Štěpán Maleček                   | _ Team Grau    | 14:6      | _ Team Schwarz | 7:3           | _ Team Rot                    | 10:4                   | Gold   |
| _ Team Grün    | Nicolas Elgas Artjom Pronitschkin Nathan Nicoud Wolodymyr Troschkin Pablo González Maks Perčič Yam Yau Alessandro Segafredo Illja Korsun Marek Potšinok Patrik Dalen Levente Hegedűs Štěpán Maleček                   | _ Team Orange  | 8:6       | _ Team Schwarz | 7:3           | _ Team Rot                    | 10:4                   | Gold   |
| _ Team Grün    | Nicolas Elgas Artjom Pronitschkin Nathan Nicoud Wolodymyr Troschkin Pablo González Maks Perčič Yam Yau Alessandro Segafredo Illja Korsun Marek Potšinok Patrik Dalen Levente Hegedűs Štěpán Maleček                   | _ Team Schwarz | 4:6       | _ Team Schwarz | 7:3           | _ Team Rot                    | 10:4                   | Gold   |
| _ Team Orange  | Matthew Hamnett Jakub Michalski Diego Rodríguez Tomoyoshi Yuki Nicolò Remolato Jack Lewis Kim Sang-yeob Jonas Dobnig Roman Kechter Márk Weidemann Leni Michellod Iwan Nowoschilow Jan Schostak                        | _ Team Rot     | 8:6       | ausgeschieden  | ausgeschieden | ausgeschieden                 | ausgeschieden          | 6      |
| _ Team Orange  | Matthew Hamnett Jakub Michalski Diego Rodríguez Tomoyoshi Yuki Nicolò Remolato Jack Lewis Kim Sang-yeob Jonas Dobnig Roman Kechter Márk Weidemann Leni Michellod Iwan Nowoschilow Jan Schostak                        | _ Team Blau    | 12:1      | ausgeschieden  | ausgeschieden | ausgeschieden                 | ausgeschieden          | 6      |
| _ Team Orange  | Matthew Hamnett Jakub Michalski Diego Rodríguez Tomoyoshi Yuki Nicolò Remolato Jack Lewis Kim Sang-yeob Jonas Dobnig Roman Kechter Márk Weidemann Leni Michellod Iwan Nowoschilow Jan Schostak                        | _ Team Gelb    | 4:9       | ausgeschieden  | ausgeschieden | ausgeschieden                 | ausgeschieden          | 6      |
| _ Team Orange  | Matthew Hamnett Jakub Michalski Diego Rodríguez Tomoyoshi Yuki Nicolò Remolato Jack Lewis Kim Sang-yeob Jonas Dobnig Roman Kechter Márk Weidemann Leni Michellod Iwan Nowoschilow Jan Schostak                        | _ Team Braun   | 10:14     | ausgeschieden  | ausgeschieden | ausgeschieden                 | ausgeschieden          | 6      |
| _ Team Orange  | Matthew Hamnett Jakub Michalski Diego Rodríguez Tomoyoshi Yuki Nicolò Remolato Jack Lewis Kim Sang-yeob Jonas Dobnig Roman Kechter Márk Weidemann Leni Michellod Iwan Nowoschilow Jan Schostak                        | _ Team Schwarz | 14:8      | ausgeschieden  | ausgeschieden | ausgeschieden                 | ausgeschieden          | 6      |
| _ Team Orange  | Matthew Hamnett Jakub Michalski Diego Rodríguez Tomoyoshi Yuki Nicolò Remolato Jack Lewis Kim Sang-yeob Jonas Dobnig Roman Kechter Márk Weidemann Leni Michellod Iwan Nowoschilow Jan Schostak                        | _ Team Grün    | 6:8       | ausgeschieden  | ausgeschieden | ausgeschieden                 | ausgeschieden          | 6      |
| _ Team Orange  | Matthew Hamnett Jakub Michalski Diego Rodríguez Tomoyoshi Yuki Nicolò Remolato Jack Lewis Kim Sang-yeob Jonas Dobnig Roman Kechter Márk Weidemann Leni Michellod Iwan Nowoschilow Jan Schostak                        | _ Team Grau    | 2:5       | ausgeschieden  | ausgeschieden | ausgeschieden                 | ausgeschieden          | 6      |
| _ Team Schwarz | Ruben Esposito Lukas Floriantschitz Kerem Alsan Jaroslaw Labutkin Yu Jiacong Corné van Stuijvenberg Wataru Suzuki Adam Sýkora Dominik Pavlata Linas Dėdinas Daniil Karpowitsch Kalle Varis Matthias Rindone           | _ Team Braun   | 7:6       | _ Team Grün    | 3:7           | Spiel um Bronze: _ Team Braun | 5:6                    | 4      |
| _ Team Schwarz | Ruben Esposito Lukas Floriantschitz Kerem Alsan Jaroslaw Labutkin Yu Jiacong Corné van Stuijvenberg Wataru Suzuki Adam Sýkora Dominik Pavlata Linas Dėdinas Daniil Karpowitsch Kalle Varis Matthias Rindone           | _ Team Rot     | 5:4       | _ Team Grün    | 3:7           | Spiel um Bronze: _ Team Braun | 5:6                    | 4      |
| _ Team Schwarz | Ruben Esposito Lukas Floriantschitz Kerem Alsan Jaroslaw Labutkin Yu Jiacong Corné van Stuijvenberg Wataru Suzuki Adam Sýkora Dominik Pavlata Linas Dėdinas Daniil Karpowitsch Kalle Varis Matthias Rindone           | _ Team Blau    | 4:8       | _ Team Grün    | 3:7           | Spiel um Bronze: _ Team Braun | 5:6                    | 4      |
| _ Team Schwarz | Ruben Esposito Lukas Floriantschitz Kerem Alsan Jaroslaw Labutkin Yu Jiacong Corné van Stuijvenberg Wataru Suzuki Adam Sýkora Dominik Pavlata Linas Dėdinas Daniil Karpowitsch Kalle Varis Matthias Rindone           | _ Team Gelb    | 7:2       | _ Team Grün    | 3:7           | Spiel um Bronze: _ Team Braun | 5:6                    | 4      |
| _ Team Schwarz | Ruben Esposito Lukas Floriantschitz Kerem Alsan Jaroslaw Labutkin Yu Jiacong Corné van Stuijvenberg Wataru Suzuki Adam Sýkora Dominik Pavlata Linas Dėdinas Daniil Karpowitsch Kalle Varis Matthias Rindone           | _ Team Orange  | 8:14      | _ Team Grün    | 3:7           | Spiel um Bronze: _ Team Braun | 5:6                    | 4      |
| _ Team Schwarz | Ruben Esposito Lukas Floriantschitz Kerem Alsan Jaroslaw Labutkin Yu Jiacong Corné van Stuijvenberg Wataru Suzuki Adam Sýkora Dominik Pavlata Linas Dėdinas Daniil Karpowitsch Kalle Varis Matthias Rindone           | _ Team Grau    | 16:8      | _ Team Grün    | 3:7           | Spiel um Bronze: _ Team Braun | 5:6                    | 4      |
| _ Team Schwarz | Ruben Esposito Lukas Floriantschitz Kerem Alsan Jaroslaw Labutkin Yu Jiacong Corné van Stuijvenberg Wataru Suzuki Adam Sýkora Dominik Pavlata Linas Dėdinas Daniil Karpowitsch Kalle Varis Matthias Rindone           | _ Team Grün    | 6:4       | _ Team Grün    | 3:7           | Spiel um Bronze: _ Team Braun | 5:6                    | 4      |
| Mädchen        | |                |           |                |               |                               |                        |        |
| _ Team Blau    | Sidre Özer Valerie Christmann Anna Kot Marija Runewska Mirren Foy Zuzana Dobiašová Jana Krascheninina Maya Stöber Regina Metzler Karolina Hengelmüller Nikki Sharp Yuna Kusama Aya Juhl Petersen                      | _ Team Grau    | 8:9       | _ Team Gelb    | 5:7           | Spiel um Bronze: _ Team Braun | 6:4                    | Bronze |
| _ Team Blau    | Sidre Özer Valerie Christmann Anna Kot Marija Runewska Mirren Foy Zuzana Dobiašová Jana Krascheninina Maya Stöber Regina Metzler Karolina Hengelmüller Nikki Sharp Yuna Kusama Aya Juhl Petersen                      | _ Team Orange  | 1:12      | _ Team Gelb    | 5:7           | Spiel um Bronze: _ Team Braun | 6:4                    | Bronze |
| _ Team Blau    | Sidre Özer Valerie Christmann Anna Kot Marija Runewska Mirren Foy Zuzana Dobiašová Jana Krascheninina Maya Stöber Regina Metzler Karolina Hengelmüller Nikki Sharp Yuna Kusama Aya Juhl Petersen                      | _ Team Schwarz | 8:14      | _ Team Gelb    | 5:7           | Spiel um Bronze: _ Team Braun | 6:4                    | Bronze |
| _ Team Blau    | Sidre Özer Valerie Christmann Anna Kot Marija Runewska Mirren Foy Zuzana Dobiašová Jana Krascheninina Maya Stöber Regina Metzler Karolina Hengelmüller Nikki Sharp Yuna Kusama Aya Juhl Petersen                      | _ Team Grün    | 6:11      | _ Team Gelb    | 5:7           | Spiel um Bronze: _ Team Braun | 6:4                    | Bronze |
| _ Team Blau    | Sidre Özer Valerie Christmann Anna Kot Marija Runewska Mirren Foy Zuzana Dobiašová Jana Krascheninina Maya Stöber Regina Metzler Karolina Hengelmüller Nikki Sharp Yuna Kusama Aya Juhl Petersen                      | _ Team Gelb    | 8:13      | _ Team Gelb    | 5:7           | Spiel um Bronze: _ Team Braun | 6:4                    | Bronze |
| _ Team Blau    | Sidre Özer Valerie Christmann Anna Kot Marija Runewska Mirren Foy Zuzana Dobiašová Jana Krascheninina Maya Stöber Regina Metzler Karolina Hengelmüller Nikki Sharp Yuna Kusama Aya Juhl Petersen                      | _ Team Braun   | 2:14      | _ Team Gelb    | 5:7           | Spiel um Bronze: _ Team Braun | 6:4                    | Bronze |
| _ Team Blau    | Sidre Özer Valerie Christmann Anna Kot Marija Runewska Mirren Foy Zuzana Dobiašová Jana Krascheninina Maya Stöber Regina Metzler Karolina Hengelmüller Nikki Sharp Yuna Kusama Aya Juhl Petersen                      | _ Team Rot     | 11:18     | _ Team Gelb    | 5:7           | Spiel um Bronze: _ Team Braun | 6:4                    | Bronze |
| _ Team Grau    | Siria Dore Valentina Vrhoci Lina Meijer Emilia Munteanu Ilary Larese De Pasqua Zhang Shuqi Markéta Mazancová Jekaterina Dawletschina Ebony Brunt Lee Eun-ji Dorottya Gengeliczky Sofie van Dueren Jeļizaveta Stadņika | _ Team Blau    | 9:8       | ausgeschieden  | ausgeschieden | ausgeschieden                 | ausgeschieden          | 6      |
| _ Team Grau    | Siria Dore Valentina Vrhoci Lina Meijer Emilia Munteanu Ilary Larese De Pasqua Zhang Shuqi Markéta Mazancová Jekaterina Dawletschina Ebony Brunt Lee Eun-ji Dorottya Gengeliczky Sofie van Dueren Jeļizaveta Stadņika | _ Team Gelb    | 11:8      | ausgeschieden  | ausgeschieden | ausgeschieden                 | ausgeschieden          | 6      |
| _ Team Grau    | Siria Dore Valentina Vrhoci Lina Meijer Emilia Munteanu Ilary Larese De Pasqua Zhang Shuqi Markéta Mazancová Jekaterina Dawletschina Ebony Brunt Lee Eun-ji Dorottya Gengeliczky Sofie van Dueren Jeļizaveta Stadņika | _ Team Braun   | 6:16      | ausgeschieden  | ausgeschieden | ausgeschieden                 | ausgeschieden          | 6      |
| _ Team Grau    | Siria Dore Valentina Vrhoci Lina Meijer Emilia Munteanu Ilary Larese De Pasqua Zhang Shuqi Markéta Mazancová Jekaterina Dawletschina Ebony Brunt Lee Eun-ji Dorottya Gengeliczky Sofie van Dueren Jeļizaveta Stadņika | _ Team Rot     | 13:9      | ausgeschieden  | ausgeschieden | ausgeschieden                 | ausgeschieden          | 6      |
| _ Team Grau    | Siria Dore Valentina Vrhoci Lina Meijer Emilia Munteanu Ilary Larese De Pasqua Zhang Shuqi Markéta Mazancová Jekaterina Dawletschina Ebony Brunt Lee Eun-ji Dorottya Gengeliczky Sofie van Dueren Jeļizaveta Stadņika | _ Team Grün    | 6:14      | ausgeschieden  | ausgeschieden | ausgeschieden                 | ausgeschieden          | 6      |
| _ Team Grau    | Siria Dore Valentina Vrhoci Lina Meijer Emilia Munteanu Ilary Larese De Pasqua Zhang Shuqi Markéta Mazancová Jekaterina Dawletschina Ebony Brunt Lee Eun-ji Dorottya Gengeliczky Sofie van Dueren Jeļizaveta Stadņika | _ Team Schwarz | 8:16      | ausgeschieden  | ausgeschieden | ausgeschieden                 | ausgeschieden          | 6      |
| _ Team Grau    | Siria Dore Valentina Vrhoci Lina Meijer Emilia Munteanu Ilary Larese De Pasqua Zhang Shuqi Markéta Mazancová Jekaterina Dawletschina Ebony Brunt Lee Eun-ji Dorottya Gengeliczky Sofie van Dueren Jeļizaveta Stadņika | _ Team Orange  | 5:2       | ausgeschieden  | ausgeschieden | ausgeschieden                 | ausgeschieden          | 6      |
| _ Team Orange  | Polina Lubenez Wang Meihe Sanne Claessens Saskia Rohregger Isabel Walberg Molly Lukowiak Yoo Seo-young Nadia Sancha Sena Hasegawa Dóra Véghelyi Emma Hofbauer Julija Wolkowa Kristina Chernova                        | _ Team Rot     | 8:6       | ausgeschieden  | ausgeschieden | ausgeschieden                 | ausgeschieden          | 8      |
| _ Team Orange  | Polina Lubenez Wang Meihe Sanne Claessens Saskia Rohregger Isabel Walberg Molly Lukowiak Yoo Seo-young Nadia Sancha Sena Hasegawa Dóra Véghelyi Emma Hofbauer Julija Wolkowa Kristina Chernova                        | _ Team Blau    | 12:1      | ausgeschieden  | ausgeschieden | ausgeschieden                 | ausgeschieden          | 8      |
| _ Team Orange  | Polina Lubenez Wang Meihe Sanne Claessens Saskia Rohregger Isabel Walberg Molly Lukowiak Yoo Seo-young Nadia Sancha Sena Hasegawa Dóra Véghelyi Emma Hofbauer Julija Wolkowa Kristina Chernova                        | _ Team Gelb    | 4:9       | ausgeschieden  | ausgeschieden | ausgeschieden                 | ausgeschieden          | 8      |
| _ Team Orange  | Polina Lubenez Wang Meihe Sanne Claessens Saskia Rohregger Isabel Walberg Molly Lukowiak Yoo Seo-young Nadia Sancha Sena Hasegawa Dóra Véghelyi Emma Hofbauer Julija Wolkowa Kristina Chernova                        | _ Team Braun   | 10:14     | ausgeschieden  | ausgeschieden | ausgeschieden                 | ausgeschieden          | 8      |
| _ Team Orange  | Polina Lubenez Wang Meihe Sanne Claessens Saskia Rohregger Isabel Walberg Molly Lukowiak Yoo Seo-young Nadia Sancha Sena Hasegawa Dóra Véghelyi Emma Hofbauer Julija Wolkowa Kristina Chernova                        | _ Team Schwarz | 14:8      | ausgeschieden  | ausgeschieden | ausgeschieden                 | ausgeschieden          | 8      |
| _ Team Orange  | Polina Lubenez Wang Meihe Sanne Claessens Saskia Rohregger Isabel Walberg Molly Lukowiak Yoo Seo-young Nadia Sancha Sena Hasegawa Dóra Véghelyi Emma Hofbauer Julija Wolkowa Kristina Chernova                        | _ Team Grün    | 6:8       | ausgeschieden  | ausgeschieden | ausgeschieden                 | ausgeschieden          | 8      |
| _ Team Orange  | Polina Lubenez Wang Meihe Sanne Claessens Saskia Rohregger Isabel Walberg Molly Lukowiak Yoo Seo-young Nadia Sancha Sena Hasegawa Dóra Véghelyi Emma Hofbauer Julija Wolkowa Kristina Chernova                        | _ Team Grau    | 2:5       | ausgeschieden  | ausgeschieden | ausgeschieden                 | ausgeschieden          | 8      |
| _ Team Rot     | Sonia David Valeria Ansoleaga Kao Wei-ting Nie Xinrui Abby Rowbotham Zoé Mächler Mila Lutteral Barbora Kapičáková Alina Itschajewa Bea Storesund Andrea Trnková Felicity Luby Anita Origlio                           | _ Team Orange  | 6:8       | ausgeschieden  | ausgeschieden | ausgeschieden                 | ausgeschieden          | 7      |
| _ Team Rot     | Sonia David Valeria Ansoleaga Kao Wei-ting Nie Xinrui Abby Rowbotham Zoé Mächler Mila Lutteral Barbora Kapičáková Alina Itschajewa Bea Storesund Andrea Trnková Felicity Luby Anita Origlio                           | _ Team Schwarz | 12:9      | ausgeschieden  | ausgeschieden | ausgeschieden                 | ausgeschieden          | 7      |
| _ Team Rot     | Sonia David Valeria Ansoleaga Kao Wei-ting Nie Xinrui Abby Rowbotham Zoé Mächler Mila Lutteral Barbora Kapičáková Alina Itschajewa Bea Storesund Andrea Trnková Felicity Luby Anita Origlio                           | _ Team Grün    | 9:8 n. V. | ausgeschieden  | ausgeschieden | ausgeschieden                 | ausgeschieden          | 7      |
| _ Team Rot     | Sonia David Valeria Ansoleaga Kao Wei-ting Nie Xinrui Abby Rowbotham Zoé Mächler Mila Lutteral Barbora Kapičáková Alina Itschajewa Bea Storesund Andrea Trnková Felicity Luby Anita Origlio                           | _ Team Grau    | 9:13      | ausgeschieden  | ausgeschieden | ausgeschieden                 | ausgeschieden          | 7      |
| _ Team Rot     | Sonia David Valeria Ansoleaga Kao Wei-ting Nie Xinrui Abby Rowbotham Zoé Mächler Mila Lutteral Barbora Kapičáková Alina Itschajewa Bea Storesund Andrea Trnková Felicity Luby Anita Origlio                           | _ Team Braun   | 11:5      | ausgeschieden  | ausgeschieden | ausgeschieden                 | ausgeschieden          | 7      |
| _ Team Rot     | Sonia David Valeria Ansoleaga Kao Wei-ting Nie Xinrui Abby Rowbotham Zoé Mächler Mila Lutteral Barbora Kapičáková Alina Itschajewa Bea Storesund Andrea Trnková Felicity Luby Anita Origlio                           | _ Team Gelb    | 15:13     | ausgeschieden  | ausgeschieden | ausgeschieden                 | ausgeschieden          | 7      |
| _ Team Rot     | Sonia David Valeria Ansoleaga Kao Wei-ting Nie Xinrui Abby Rowbotham Zoé Mächler Mila Lutteral Barbora Kapičáková Alina Itschajewa Bea Storesund Andrea Trnková Felicity Luby Anita Origlio                           | _ Team Blau    | 18:11     | ausgeschieden  | ausgeschieden | ausgeschieden                 | ausgeschieden          | 7      |
| _ Team Schwarz | Angelina Hurschler Courtney Mahoney Zhang Xinyue Chang En-ni Alicja Mota Nikola Janeková Amy Robery Darja Petrowa Kimberly Collard Luca Márton Reina Sato Emilia Kyrkkö Carlotta Regine                               | _ Team Braun   | 11:13     | _ Team Braun   | 11:7          | _ Team Gelb                   | 1:6                    | Silber |
| _ Team Schwarz | Angelina Hurschler Courtney Mahoney Zhang Xinyue Chang En-ni Alicja Mota Nikola Janeková Amy Robery Darja Petrowa Kimberly Collard Luca Márton Reina Sato Emilia Kyrkkö Carlotta Regine                               | _ Team Rot     | 9:12      | _ Team Braun   | 11:7          | _ Team Gelb                   | 1:6                    | Silber |
| _ Team Schwarz | Angelina Hurschler Courtney Mahoney Zhang Xinyue Chang En-ni Alicja Mota Nikola Janeková Amy Robery Darja Petrowa Kimberly Collard Luca Márton Reina Sato Emilia Kyrkkö Carlotta Regine                               | _ Team Blau    | 14:8      | _ Team Braun   | 11:7          | _ Team Gelb                   | 1:6                    | Silber |
| _ Team Schwarz | Angelina Hurschler Courtney Mahoney Zhang Xinyue Chang En-ni Alicja Mota Nikola Janeková Amy Robery Darja Petrowa Kimberly Collard Luca Márton Reina Sato Emilia Kyrkkö Carlotta Regine                               | _ Team Gelb    | 19:7      | _ Team Braun   | 11:7          | _ Team Gelb                   | 1:6                    | Silber |
| _ Team Schwarz | Angelina Hurschler Courtney Mahoney Zhang Xinyue Chang En-ni Alicja Mota Nikola Janeková Amy Robery Darja Petrowa Kimberly Collard Luca Márton Reina Sato Emilia Kyrkkö Carlotta Regine                               | _ Team Orange  | 8:14      | _ Team Braun   | 11:7          | _ Team Gelb                   | 1:6                    | Silber |
| _ Team Schwarz | Angelina Hurschler Courtney Mahoney Zhang Xinyue Chang En-ni Alicja Mota Nikola Janeková Amy Robery Darja Petrowa Kimberly Collard Luca Márton Reina Sato Emilia Kyrkkö Carlotta Regine                               | _ Team Grau    | 16:8      | _ Team Braun   | 11:7          | _ Team Gelb                   | 1:6                    | Silber |
| _ Team Schwarz | Angelina Hurschler Courtney Mahoney Zhang Xinyue Chang En-ni Alicja Mota Nikola Janeková Amy Robery Darja Petrowa Kimberly Collard Luca Márton Reina Sato Emilia Kyrkkö Carlotta Regine                               | _ Team Grün    | 6:4       | _ Team Braun   | 11:7          | _ Team Gelb                   | 1:6                    | Silber |

### Eiskunstlauf
| Athleten                              | Wettbewerbe | Kurzprogramm/-tanz | Kurzprogramm/-tanz | Kür/Kürtanz | Kür/Kürtanz | Gesamt | Gesamt |
| Athleten                              | Wettbewerbe | Punkte             | Rang               | Punkte      | Rang        | Punkte | Rang   |
| ------------------------------------- | ----------- | ------------------ | ------------------ | ----------- | ----------- | ------ | ------ |
| Jungen                                |             |                    |                    |             |             |        |        |
| Andrei Mosaljow                       | Einzel      | 79,72              | 1                  | 158,22      | 2           | 237,94 | Silber |
| Daniil Samsonow                       | Einzel      | 76,62              | 2                  | 138,59      | 3           | 215,21 | Bronze |
| Mädchen                               |             |                    |                    |             |             |        |        |
| Anna Frolowa                          | Einzel      | 69,07              | 3                  | 118,65      | 4           | 187,72 | Bronze |
| Xenija Sinizyna                       | Einzel      | 71,77              | 2                  | 128,26      | 2           | 200,03 | Silber |
| Mixed                                 |             |                    |                    |             |             |        |        |
| Irina Chawronina Dario Cirisano       | Eistanz     | 63,52              | 1                  | 101,11      | 1           | 164,63 | Gold   |
| Sofja Tjutjunina Alexander Schustizki | Eistanz     | 62,64              | 2                  | 96,51       | 2           | 159,15 | Silber |
| Dmitri Rylow Apollinarija Panfilowa   | Paarlauf    | 71,74              | 1                  | 127,47      | 1           | 199,21 | Gold   |
| Diana Muchametsjanowa Ilja Mironow    | Paarlauf    | 60,45              | 2                  | 114,97      | 2           | 175,42 | Silber |

| Athleten | Wettbewerb     | Jungen Einzel | Jungen Einzel | Mädchen Einzel | Mädchen Einzel | Paarlauf | Paarlauf | Eistanz | Eistanz  | Gesamt   | Gesamt |
| Athleten | Wettbewerb     | Punkte        | Teampkt.      | Punkte         | Teampkt.       | Punkte   | Teampkt. | Punkte  | Teampkt. | Teampkt. | Rang   |
| --- | -------------- | ------------- | ------------- | -------------- | -------------- | -------- | -------- | ------- | -------- | -------- | ------ |
| Mixed |                |               |               |                |                |          |          |         |          |          |        |
| Team Focus Yuma Kagiyama Kate Wang Cate Fleming / Jedidah Isbell Sofja Tjutjunina / Alexander Schustizki                | Teamwettbewerb | 157,62        | 8             | 101,84         | 4              | 91,34    | 3        | 96,89   | 7        | 22       | Silber |
| Team Discovery Nikolaj Memola Catherine Carle Dmitri Rylow / Apollinarija Panfilowa Célina Fradji / Jean-Hans Fourneaux | Teamwettbewerb | 112,27        | 4             | 91,22          | 1              | 126,49   | 8        | 75,86   | 2        | 15       | 6      |
| Team Courage Arlet Levandi Xenija Sinizyna Alina Butaewa / Luka Berulawa Utana Yoshida / Shingo Nishiyama               | Teamwettbewerb | 97,63         | 2             | 127,63         | 8              | 100,70   | 6        | 99,31   | 8        | 24       | Gold   |
| Team Motivation Andrij Kokura Alessia Tornaghi Diana Muchametsjanowa / Ilja Mironow Gina Zehnder / Beda-Leon Sieber     | Teamwettbewerb | 100,38        | 3             | 125,22         | 6              | 101,89   | 7        | 60,87   | 1        | 17       | 5      |
| Team Future Matteo Nalbone Anna Frolowa Wang Yuchen / Huang Yihang Anna Tschernjawska / Oleg Muratow                    | Teamwettbewerb | 73,89         | 1             | 126,00         | 7              | 91,35    | 4        | 80,86   | 3        | 15       | 7      |
| Team Vision Andrei Mosaljow Regina Schermann Sofija Nesterowa / Artem Darenskyj Natalie D’Alessandro / Bruce Waddell    | Teamwettbewerb | 154,97        | 7             | 95,37          | 3              | 86,53    | 2        | 95,73   | 6        | 18       | Bronze |

### Eisschnelllauf
| Athleten                                                                     | Wettbewerbe | Zeit        | Rang   |
| ---------------------------------------------------------------------------- | ----------- | ----------- | ------ |
| Jungen                                                                       |             |             |        |
| Alexander Sergejew                                                           | 500 m       | 38,03 s     | 9      |
| Alexander Sergejew                                                           | 1500 m      | 2:00,26 min | 14     |
| Pawel Taran                                                                  | 500 m       | 38,17 s     | 11     |
| Pawel Taran                                                                  | 1500 m      | 1:53,74 min | Silber |
| Mädchen                                                                      |             |             |        |
| Alexandra Rutkowskaja                                                        | 500 m       | 42,57 s     | 12     |
| Alexandra Rutkowskaja                                                        | 1500 m      | 2:13,41 min | 5      |
| Walerija Sorokoletowa                                                        | 500 m       | 42,98 s     | 14     |
| Walerija Sorokoletowa                                                        | 1500 m      | 2:17,059 s  | 10     |
| Mixed                                                                        |             |             |        |
| Team 3 Sini Siro Yukino Yoshida Ignaz Gschwentner Alexander Sergejew         | Teamsprint  | 2:04,10 min | Gold   |
| Team 12 Katia Filippi Alexandra Rutkowskaja Eetu Käsnänen Remo Slotegraaf    | Teamsprint  | 2:10,07 min | 12     |
| Team 14 Ramona Ionel Walerija Sorokoletowa Tuukka Suomalainen Jonathan Tobon | Teamsprint  | 2:05,96 min | Bronze |
| Team 15 Hanna Bíró Kang Soo-min Jewgeni Koschkin Pawel Taran                 | Teamsprint  | 2:07,27 min | 6      |

| Athleten              | Wettbewerbe | Halbfinale | Halbfinale  | Halbfinale | Finale        | Finale        | Finale        | Rang          |
| Athleten              | Wettbewerbe | Punkte     | Zeit        | Rang       | Punkte        | Zeit          | Rang          | Rang          |
| --------------------- | ----------- | ---------- | ----------- | ---------- | ------------- | ------------- | ------------- | ------------- |
| Jungen                |             |            |             |            |               |               |               |               |
| Alexander Sergejew    | Massenstart | 10         | 5:54,08 min | 3          | 0             | 6:33,87 min   | 13            | 13            |
| Pawel Taran           | Massenstart | 2          | 6:33,58 min | 7          | 10            | 6:30,41 min   | 3             | Bronze        |
| Mädchen               |             |            |             |            |               |               |               |               |
| Alexandra Rutkowskaja | Massenstart | 3          | 6:51,12 min | 3          | 2             | 6:57,74 min   | 7             | 7             |
| Walerija Sorokoletowa | Massenstart | 0          | 6:15,93 min | 10         | ausgeschieden | ausgeschieden | ausgeschieden | ausgeschieden |

### Freestyle-Skiing
| Athleten        | Wettbewerbe | Qualifikation | Qualifikation | Finale        | Finale        | Rang |
| Athleten        | Wettbewerbe | Punkte        | Rang          | Punkte        | Rang          | Rang |
| --------------- | ----------- | ------------- | ------------- | ------------- | ------------- | ---- |
| Jungen          |             |               |               |               |               |      |
| Leonid Frolow   | Halfpipe    | 53,33         | 10            | 55,66         | 10            | 10   |
| Fjodor Muraljow | Halfpipe    | 70,00         | 4             | 67,33         | 7             | 7    |
| Mädchen         |             |               |               |               |               |      |
| Alina Bresgina  | Big Air     | 54,00         | 14            | ausgeschieden | ausgeschieden | 14   |
| Alina Bresgina  | Slopestyle  | 38,00         | 13            | ausgeschieden | ausgeschieden | 13   |
| Anna Tschiwina  | Big Air     | 67,33         | 7             | 93,75         | 9             | 9    |
| Anna Tschiwina  | Slopestyle  | 61,00         | 8             | 56,25         | 7             | 7    |
| Darja Tatalina  | Halfpipe    | 53,66         | 9             | ausgeschieden | ausgeschieden | 9    |

| Athleten             | Wettbewerbe | Vorrunde | Halbfinale | Finale | Rang   |
| Athleten             | Wettbewerbe | Rang     | Rang       | Rang   | Rang   |
| -------------------- | ----------- | -------- | ---------- | ------ | ------ |
| Jungen               |             |          |            |        |        |
| Artjom Baschin       | Skicross    | 2        | 2          | 2      | Silber |
| Andrei Gorbatschow   | Skicross    | 3        | 1          | 3      | Bronze |
| Mädchen              |             |          |            |        |        |
| Wladislawa Baljukina | Skicross    | 2        | 2          | 3      | Bronze |
| Marija Jerofejewa    | Skicross    | 1        | 2          | 4      | 4      |

### Nordische Kombination
| Athleten                                                                                                 | Wettbewerb                          | Skispringen | Skispringen | Skispringen | Langlauf    | Langlauf | Rang |
| Athleten                                                                                                 | Wettbewerb                          | Weite       | Punkte      | Rang        | Zeit        | Rang     | Rang |
| --- | ----------------------------------- | ----------- | ----------- | ----------- | ----------- | -------- | ---- |
| Jungen                                                                                                   |                                     |             |             |             |             |          |      |
| Kirill Awerjanow                                                                                         | Normalschanze / 6 km                | DSQ         | DSQ         | DSQ         | DSQ         | DSQ      | DSQ  |
| Wladimir Malow                                                                                           | Normalschanze / 6 km                | 81,0 m      | 94,6        | 23          | 18:15,1 min | 25       | 24   |
| Mädchen                                                                                                  |                                     |             |             |             |             |          |      |
| Diana Fedorowa                                                                                           | Normalschanze / 4 km                | 63,5 m      | 73,4        | 21          | 14:47,2 min | 17       | 17   |
| Alexandra Tichonowitsch                                                                                  | Normalschanze / 4 km                | 70,0 m      | 83,5        | 17          | 14:40,8 min | 16       | 16   |
| Mixed |                                     |             |             |             |             |          |      |
| Alexandra Tichonowitsch Wladimir Malow Anna Schpynjowa Danil Sadrejew Jewgenija Krupizkaja Ilja Tregubow | Staffel, Normalschanze / 4 × 3,3 km | –           | 375,8       | 8           | 31:00,9 min | 9        | 9    |

### Rennrodeln
| Athlet                                                          | Wettbewerb   | Lauf 1   | Lauf 1 | Lauf 2   | Lauf 2 | Gesamt       | Gesamt |
| Athlet                                                          | Wettbewerb   | Zeit     | Rang   | Zeit     | Rang   | Zeit         | Rang   |
| --------------------------------------------------------------- | ------------ | -------- | ------ | -------- | ------ | ------------ | ------ |
| Jungen                                                          |              |          |        |          |        |              |        |
| Sergei Bondarew                                                 | Einsitzer    | 54,992 s | 10     | 54,935 s | 9      | 1:49,927 min | 10     |
| Pawel Repilow                                                   | Einsitzer    | 54,175 s | 2      | 54,054 s | 2      | 1:48,229 min | Silber |
| Michail Karnauchow Juri Tschirwa                                | Doppelsitzer | 55,698 s | 6      | 54,627 s | 1      | 1:50,325 min | Bronze |
| Mädchen                                                         |              |          |        |          |        |              |        |
| Diana Loginowa                                                  | Einsitzer    | 55,155 s | 2      | 54,811 s | 3      | 1:49,966 min | Bronze |
| Jelisaweta Jurtschenko                                          | Einsitzer    | 55,566 s | 6      | 55,441 s | 9      | 1:51,007 min | 9      |
| Natalja Korotajewa Wiktorija Tschirkowa                         | Doppelsitzer | 56,087 s | 2      | 58,292 s | 10     | 1:54,379 min | 6      |
| Mixed                                                           |              |          |        |          |        |              |        |
| Diana Loginowa Pawel Repilow Michail Karnauchow / Juri Tschirwa | Teamstaffel  | –        | –      | –        | –      | 2:54,072 min | Gold   |

### Shorttrack
| Athlet                                                                   | Wettbewerb  | Vorlauf      | Vorlauf | Viertelfinale | Viertelfinale | Halbfinale    | Halbfinale    | Finale                 | Finale        | Rang   |
| Athlet                                                                   | Wettbewerb  | Zeit         | Rang    | Zeit          | Rang          | Zeit          | Rang          | Zeit                   | Rang          | Rang   |
| ------------------------------------------------------------------------ | ----------- | ------------ | ------- | ------------- | ------------- | ------------- | ------------- | ---------------------- | ------------- | ------ |
| Jungen                                                                   |             |              |         |               |               |               |               |                        |               |        |
| Wladimir Balbekow                                                        | 500 m       | 41,828 s     | 1       | 41,357 s      | 1             | 41,399 s      | 1             | A-Finale: 56,847 s     | 4             | 4      |
| Wladimir Balbekow                                                        | 1000 m      | 1:29,692 min | 1       | 1:31,256 min  | 1             | 1:45,319 min  | 3             | B-Finale: 1:36,157 min | 5             | 5      |
| Daniil Nikolajew                                                         | 500 m       | 41,820 s     | 2       | 41,334 s      | 2             | 41,613 s      | 3             | B-Finale: 42,266 s     | 5             | 5      |
| Daniil Nikolajew                                                         | 1000 m      | 1:32,620 min | 1       | 1:31,496 min  | 2             | 1:45,468 min  | 4             | B-Finale: 1:36,555 min | 6             | 6      |
| Mädchen                                                                  |             |              |         |               |               |               |               |                        |               |        |
| Julija Beresnewa                                                         | 500 m       | 45,819 s     | 2       | DNF           | DNF           | ausgeschieden | ausgeschieden | ausgeschieden          | ausgeschieden |        |
| Julija Beresnewa                                                         | 1000 m      | 1:45,050 min | 1       | 1:39,625 min  | 1             | 1:34,346 min  | 2             | A-Finale: 1:30,115 min | 4             |        |
| Mixed                                                                    |             |              |         |               |               |               |               |                        |               |        |
| Team C Florence Brunelle Anna Ruysschaert Kosei Hayashi Daniil Nikolajew | Teamstaffel | –            | –       | –             | –             | 4:15,601 min  | 3             | B-Finale: 4:16,893 min | 2             | 6      |
| Team F Barbara Somogyi Elisa Confortola Félix Pigeon Wladimir Balbekow   | Teamstaffel | –            | –       | –             | –             | 4:11,169 min  | 2             | 4:22,471 min           | 4             | 4      |
| Team G Julija Beresnewa Chang Hui Jang Sung-woo Gabriel Volet            | Teamstaffel | –            | –       | –             | –             | 4:11,042 min  | 1             | 4:12,972 min           | 2             | Silber |

### Skeleton
| Athlet               | Lauf 1      | Lauf 1 | Lauf 2      | Lauf 2 | Gesamt      | Gesamt |
| Athlet               | Zeit        | Rang   | Zeit        | Rang   | Zeit        | Rang   |
| -------------------- | ----------- | ------ | ----------- | ------ | ----------- | ------ |
| Jungen               |             |        |             |        |             |        |
| Dmitri Grewzew       | 1:10,27 min | 4      | 1:10,25 min | 6      | 2:20,52 min | 6      |
| Dmitri Knysch        | 1:11,72 min | 15     | 1:11,05 min | 14     | 2:22,77 min | 13     |
| Mädchen              |             |        |             |        |             |        |
| Polina Tjurina       | 1:12,27 min | 7      | 1:12,11 min | 8      | 2:24,38 min | 8      |
| Anastassija Zyganowa | 1:11,09 min | 2      | 1:11,41 min | 1      | 2:22,50 min | Gold   |

### Ski Alpin
| Athleten              | Wettbewerbe  | 1. Lauf     | 1. Lauf | 2. Lauf     | 2. Lauf | Gesamt      | Gesamt |
| Athleten              | Wettbewerbe  | Zeit        | Rang    | Zeit        | Rang    | Zeit        | Rang   |
| --------------------- | ------------ | ----------- | ------- | ----------- | ------- | ----------- | ------ |
| Jungen                |              |             |         |             |         |             |        |
| Roman Swerjan         | Riesenslalom | DNF         | DNF     | DNF         | DNF     | DNF         | DNF    |
| Roman Swerjan         | Slalom       | 38,73 s     | 18      | 40,80 s     | 9       | 1:19,53 min | 12     |
| Roman Swerjan         | Super-G      | –           | –       | –           | –       | 56,80 s     | 29     |
| Roman Swerjan         | Kombination  | 56,80 s     | 29      | DNF         | DNF     | DNF         | DNF    |
| Mädchen               |              |             |         |             |         |             |        |
| Anastassija Trofimowa | Riesenslalom | 1:09,09 min | 29      | 1:05,53 min | 19      | 2:14,62 min | 20     |
| Anastassija Trofimowa | Slalom       | 46,21 s     | 8       | 45,94 s     | 14      | 1:32,15 min | 9      |
| Anastassija Trofimowa | Super-G      | –           | –       | –           | –       | 1:01,14 min | 36     |
| Anastassija Trofimowa | Kombination  | 1:01,14 min | 36      | 39,70 s     | 16      | 1:40,84 min | 25     |

| Athleten                            | Wettbewerbe    | Achtelfinale | Achtelfinale | Viertelfinale | Viertelfinale | Halbfinale    | Halbfinale    | Finale/Platz 3 | Finale/Platz 3 | Rang |
| Athleten                            | Wettbewerbe    | Gegner       | Ergebnis     | Gegner        | Ergebnis      | Gegner        | Ergebnis      | Gegner         | Ergebnis       | Rang |
| ----------------------------------- | -------------- | ------------ | ------------ | ------------- | ------------- | ------------- | ------------- | -------------- | -------------- | ---- |
| Mixed                               |                |              |              |               |               |               |               |                |                |      |
| Anastassija Trofimowa Roman Swerjan | Teamwettbewerb | Schweiz      | 1:3          | ausgeschieden | ausgeschieden | ausgeschieden | ausgeschieden | ausgeschieden  | ausgeschieden  | 9    |

### Skibergsteigen
| Athleten                                                                  | Wettbewerbe | Qualifikation | Qualifikation | Viertelfinale | Viertelfinale | Halbfinale    | Halbfinale    | Finale         | Finale        | Rang |
| Athleten                                                                  | Wettbewerbe | Zeit          | Rang          | Zeit          | Rang          | Zeit          | Rang          | Zeit           | Rang          | Rang |
| ------------------------------------------------------------------------- | ----------- | ------------- | ------------- | ------------- | ------------- | ------------- | ------------- | -------------- | ------------- | ---- |
| Jungen                                                                    |             |               |               |               |               |               |               |                |               |      |
| Nikita Filippow                                                           | Einzel      | –             | –             | –             | –             | –             | –             | 53:16,09 min   | 11            | 11   |
| Nikita Filippow                                                           | Sprint      | 3:21,27 min   | 23            | 2:51,56 min   | 3             | 2:44,73 min   | 2             | 7:44,72 min    | 6             | 6    |
| Mädchen                                                                   |             |               |               |               |               |               |               |                |               |      |
| Jewgenija Dolschenkowa                                                    | Einzel      | –             | –             | –             | –             | –             | –             | 1:08:00,63 min | 14            | 14   |
| Jewgenija Dolschenkowa                                                    | Sprint      | 3:59,17 min   | 16            | 4:05,30 min   | 5             | ausgeschieden | ausgeschieden | ausgeschieden  | ausgeschieden | 18   |
| Mixed                                                                     |             |               |               |               |               |               |               |                |               |      |
| Europa Jewgenija Dolschenkowa Matúš Černek Laura Kovárová Nikita Filippow | Staffel     | –             | –             | –             | –             | –             | –             | 40:56 min      | 9             | 9    |

### Skilanglauf
| Athleten             | Wettbewerbe     | Qualifikation | Qualifikation | Viertelfinale | Viertelfinale | Halbfinale    | Halbfinale    | Finale        | Finale        | Rang |
| Athleten             | Wettbewerbe     | Zeit          | Rang          | Zeit          | Rang          | Zeit          | Rang          | Zeit          | Rang          | Rang |
| -------------------- | --------------- | ------------- | ------------- | ------------- | ------------- | ------------- | ------------- | ------------- | ------------- | ---- |
| Jungen               |                 |               |               |               |               |               |               |               |               |      |
| Alexei Loktinow      | 10 km klassisch | –             | –             | –             | –             | –             | –             | 27:47,3 min   | 8             | 8    |
| Alexei Loktinow      | Sprint Freistil | 3:27,83 min   | 31            | ausgeschieden | ausgeschieden | ausgeschieden | ausgeschieden | ausgeschieden | ausgeschieden | 31   |
| Alexei Loktinow      | Langlauf-Cross  | 4:36,16 min   | 30            | –             | –             | 4:30,05 min   | 8             | ausgeschieden | ausgeschieden | 24   |
| Nikita Pissarew      | 10 km klassisch | –             | –             | –             | –             | –             | –             | 28:34,3 min   | 20            | 20   |
| Nikita Pissarew      | Sprint Freistil | 3:18,97 min   | 8             | 3:25,34 min   | 2             | 3:17,36 min   | 3             | ausgeschieden | ausgeschieden | 7    |
| Nikita Pissarew      | Langlauf-Cross  | 4:24,96 min   | 11            | –             | –             | 4:20,78 min   | 5             | ausgeschieden | ausgeschieden | 13   |
| Ilja Tregubow        | 10 km klassisch | –             | –             | –             | –             | –             | –             | 26:40,5 min   | 1             | Gold |
| Ilja Tregubow        | Sprint Freistil | 3:15,23 min   | 3             | 3:24,51       | 1             | 3:17,87 min   | 4             | ausgeschieden | ausgeschieden | 8    |
| Ilja Tregubow        | Langlauf-Cross  | 4:24,09 min   | 10            | –             | –             | 4:17,45 min   | 2             | 4:15,66 min   | 5             | 5    |
| Mädchen              |                 |               |               |               |               |               |               |               |               |      |
| Iljusa Gusmanowa     | 5 km klassisch  | –             | –             | –             | –             | –             | –             | 15:55,0 min   | 30            | 30   |
| Iljusa Gusmanowa     | Sprint Freistil | 2:54,00 min   | 21            | 2:53,44 min   | 4             | ausgeschieden | ausgeschieden | ausgeschieden | ausgeschieden | 17   |
| Iljusa Gusmanowa     | Langlauf-Cross  | 5:20,19 min   | 19            | –             | –             | 5:33,21 min   | 10            | ausgeschieden | ausgeschieden | 28   |
| Jewgenija Krupizkaja | 5 km klassisch  | –             | –             | –             | –             | –             | –             | 15:21,6 min   | 15            | 15   |
| Jewgenija Krupizkaja | Sprint Freistil | 2:57,46 min   | 28            | 3:07,97 min   | 6             | ausgeschieden | ausgeschieden | ausgeschieden | ausgeschieden | 29   |
| Jewgenija Krupizkaja | Langlauf-Cross  | 5:00,96 min   | 7             | –             | –             | 4:54,51 min   | 2             | 4:51,58 min   | 6             | 6    |
| Darja Neprjajewa     | 5 km klassisch  | –             | –             | –             | –             | –             | –             | 15:05,5 min   | 11            | 11   |
| Darja Neprjajewa     | Sprint Freistil | 2:49,51 min   | 11            | 2:52,61 min   | 3             | ausgeschieden | ausgeschieden | ausgeschieden | ausgeschieden | 13   |
| Darja Neprjajewa     | Langlauf-Cross  | 5:26,95 min   | 32            | –             | –             | ausgeschieden | ausgeschieden | ausgeschieden | ausgeschieden | 32   |

### Skispringen
| Athleten                                                              | Wettbewerb                 | 1. Durchgang | 1. Durchgang | 1. Durchgang | 2. Durchgang | 2. Durchgang | 2. Durchgang | Gesamt | Gesamt |
| Athleten                                                              | Wettbewerb                 | Weite        | Punkte       | Rang         | Weite        | Punkte       | Rang         | Punkte | Rang   |
| --------------------------------------------------------------------- | -------------------------- | ------------ | ------------ | ------------ | ------------ | ------------ | ------------ | ------ | ------ |
| Jungen                                                                |                            |              |              |              |              |              |              |        |        |
| Ilja Mankow                                                           | Normalschanze              | 89,0 m       | 118,7        | 5            | 85,0 m       | 117,8        | 6            | 236,5  | 5      |
| Danil Sadrejew                                                        | Normalschanze              | 87,0 m       | 122,1        | 3            | 85,5 m       | 121,3        | 4            | 243,4  | 4      |
| Mädchen                                                               |                            |              |              |              |              |              |              |        |        |
| Alina Borodina                                                        | Normalschanze              | 75,0 m       | 94,5         | 16           | 69,0 m       | 76,9         | 19           | 171,4  | 18     |
| Anna Schpynjowa                                                       | Normalschanze              | 85,0 m       | 119,8        | 2            | 84,0 m       | 109,8        | 1            | 229,6  | Gold   |
| Mixed                                                                 |                            |              |              |              |              |              |              |        |        |
| Alexandra Tichonowitsch Wladimir Malow Anna Schpynjowa Danil Sadrejew | Teamspringen Normalschanze | –            | 447,3        | 3            | –            | 433,1        | 5            | 880,4  | 4      |

### Snowboard
| Athleten              | Wettbewerbe | Qualifikation | Qualifikation | Finale        | Finale        | Rang |
| Athleten              | Wettbewerbe | Punkte        | Rang          | Punkte        | Rang          | Rang |
| --------------------- | ----------- | ------------- | ------------- | ------------- | ------------- | ---- |
| Jungen                |             |               |               |               |               |      |
| Nikita Abosowik       | Big Air     | 55,66         | 11            | ausgeschieden | ausgeschieden | 11   |
| Jaroslaw Lentschewski | Big Air     | 78,75         | 6             | 101,00        | 7             | 7    |
| Jaroslaw Lentschewski | Slopestyle  | 63,00         | 10            | 63,33         | 9             | 9    |
| Jaroslaw Lentschewski | Halfpipe    | 24,33         | 16            | ausgeschieden | ausgeschieden | 16   |
| Mädchen               |             |               |               |               |               |      |
| Nika Kaschewnik       | Halfpipe    | DNS           | DNS           | DNS           | DNS           | DNS  |

| Athleten                                                                                          | Wettbewerbe                        | Vorrunde | Viertelfinale | Halbfinale    | Finale        | Rang   |
| Athleten                                                                                          | Wettbewerbe                        | Rang     | Rang          | Rang          | Rang          | Rang   |
| ------------------------------------------------------------------------------------------------- | ---------------------------------- | -------- | ------------- | ------------- | ------------- | ------ |
| Jungen                                                                                            |                                    |          |               |               |               |        |
| Jewgeni Genin                                                                                     | Snowboardcross                     | 6        | –             | ausgeschieden | ausgeschieden | 13     |
| Arseni Tomin                                                                                      | Snowboardcross                     | 13       | –             | ausgeschieden | ausgeschieden | 26     |
| Mädchen                                                                                           |                                    |          |               |               |               |        |
| Jekaterina Loktewa-Sagorskaja                                                                     | Snowboardcross                     | 5        | –             | ausgeschieden | ausgeschieden | 9      |
| Anastassija Priwalowa                                                                             | Snowboardcross                     | 2        | –             | 2             | 4             | 4      |
| Mixed                                                                                             |                                    |          |               |               |               |        |
| Anastassija Priwalowa Marija Jerofejewa Jewgeni Genin Andrei Gorbatschow                          | Ski-/Snowboardcross Teamwettbewerb | –        | –             | 2             | 2             | Silber |
| Mixed Team 3 Jekaterina Loktewa-Sagorskaja Maria Shcherbakovskaya Noa Coutton-Jean Artjom Baschin | Ski-/Snowboardcross Teamwettbewerb | –        | 1             | 2             | 4             | 4      |
| Mixed Team 10 Tanja Kobald Wladislawa Baljukina Elias Leitner Christoph Danksagmüller             | Ski-/Snowboardcross Teamwettbewerb | 3        | ausgeschieden | ausgeschieden | ausgeschieden | 17     |